# دائرة المخابرات المركزية القبرصية
دائرة المخابرات المركزية القبرصية هي هيئة جمع المعلومات الاستخبارية في قبرص. أعيد تنظيمها وأعطيت الوضع الرسمي من خلال مشروع قانون برلماني 14 أبريل 2016. تم تأسيس رابطة الدول المستقلة في البداية في عام 1970 من قبل رئيس الأساقفة مكاريوس . تمت إعادة تسمية السلطة المستقلة الجديدة باسم «خدمة المخابرات القبرصية» وهي مسؤولة عن الأمن القومي الداخلي والخارجي .
منذ 4 مايو 2016، من المتوقع أن يعين الرئيس القبرصي نيكوس أناستاسيادس (تعيين الاقتراح الرئاسي من قبل مجلس الوزراء) مدير رابطة الدول المستقلة الجديدة والقائدين الفرعيين بموجب التشريع الجديد (المادة 7). تم نشر القانون الجديد رقم 75 (I) لعام 2016 في الجريدة الرسمية في 4 مايو 2016 ودخل حيز التنفيذ على الفور. لم يتم إجراء أي تعيينات لتطبيق القانون الجديد. تم اتخاذ القرار بالاستمرار في الهيكل القديم للخدمة حتى يتم إصدار اللوائح اللازمة التي يتطلبها القانون الجديد ولعبت إمكانية حل مشكلة قبرص دورًا في هذا القرار.

## القيادة
كيرياكوس كوروس هو الرئيس الحالي للدائرة. استبدل أندرياس بينتاراس في عام 2015، بعد استقالة بينتاراس بعد مزاعم بأن حزب العمال الكردستاني قد اشترى تكنولوجيا مراقبة الهاتف المتطفلة.